# Teilnehmer (Kommunikationssystem)
Der Begriff Teilnehmer in einem Kommunikationsnetzwerk bezeichnet den Nutzer der Dienste (englisch subscriber), der über Endstellen eines Nachrichtennetzes mit anderen Teilnehmern Informationen austauschen kann. Die Begriffe Teilnehmer, Endstelle, Endgerät erscheinen bei verbindungsorientierten Systemen oft synonym.

## A-Teilnehmer
Als A-Teilnehmer (engl. call originator oder calling party) bezeichnet man bei einer Wählverbindung denjenigen Teilnehmer, der die Verbindung eingeleitet hat. Den angewählten Teilnehmer bezeichnet man als B-Teilnehmer. Bei einer Verbindung über ein öffentliches Telefonnetz muss der A-Teilnehmer im Regelfall die Kosten der Verbindung tragen.

## B-Teilnehmer
Als B-Teilnehmer (engl. called party) bezeichnet man bei einer Wählverbindung denjenigen Teilnehmer, der vom A-Teilnehmer angewählt wurde. Der B-Teilnehmer kann den Verbindungswunsch entweder
- annehmen und damit die Verbindung aufbauen,
- nicht annehmen oder
- abweisen.

Bei einigen Diensten innerhalb eines öffentlichen Telefonnetzes (zum Beispiel bei einem R-Gespräch) muss ausnahmsweise der B-Teilnehmer die Kosten der Verbindung tragen.

## Endstelle
Als Endstelle bezeichnet man den Ort, an dem ein Teilnehmer A mit Hilfe eines Endgeräts in Kontakt mit dem Nachrichtennetz tritt. Hier werden sowohl die Signale zur Steuerung der Verbindung als auch die Informationen, die die Benutzer austauschen, an das Netz übergeben. An eine Endstelle können mehrere Endgeräte angeschaltet sein, die von mehreren Teilnehmern gleichzeitig genutzt werden können.
Eine Rufnummer identifiziert eine Endstelle (im ISDN auch ein Endgerät) in einem Telefonnetzwerk. Über diese Rufnummer können mehrere Geräte und Dienste erreichbar sein (z. B. Telefon, Faxgerät, Modem). Mittels eines Anrufs können mehrere Teilnehmer in Kontakt treten (Hörer, Lautsprecher). An einer Endstelle muss nicht zwingend ein Teilnehmer erreichbar sein. Es existieren gewöhnlich statische Zuordnungen zwischen Endstelle und Rufnummer sowie zwischen Rufnummer und Person(en).
Die Art der Verbindung der Teilnehmer über das Kommunikationssystem bestimmt den möglichen Informationsaustausch. In Broadcastsystemen, wie dem Rundfunk, werden viele empfangende Teilnehmer (B) angebunden. Steht ein Rückkanal zur Verfügung, so können interaktive Dienste (z. B. interaktives Fernsehen) aufgebaut werden – beschränkt auf die Rücksprache mit dem sendenden Teilnehmer (A). Bei Telefonkonferenzen werden mehrere Teilnehmer so zusammengeschaltet, dass jeder mit jedem gleichzeitig sprechen kann.